# Josef Čečil
Josef „Pepíček“ Čečil (7. září 1949 Jiříkov – 2. února 2025) byl český akordeonista a spisovatel.

## Život
Narodil se v Jiříkově v severních Čechách, dětství strávil v Pardubicích. Absolvoval lesnické učiliště na Křivoklátě, jako samotář se chtěl stát hajným. Místo toho však deset let pracoval jako montér v ČKD Tatra Smíchov. Poté vystřídal řadu dalších zaměstnání, byl údržbářem, tiskařem.
Hrával na harmoniku v pražských hospodách, v hostinci U Zlatého tygra se spřátelil s Bohumilem Hrabalem.
V roce 2023 vydal sbírku povídek Je to jen mezi náma.